# Assiette tournante
Pour les articles homonymes, voir Assiette.

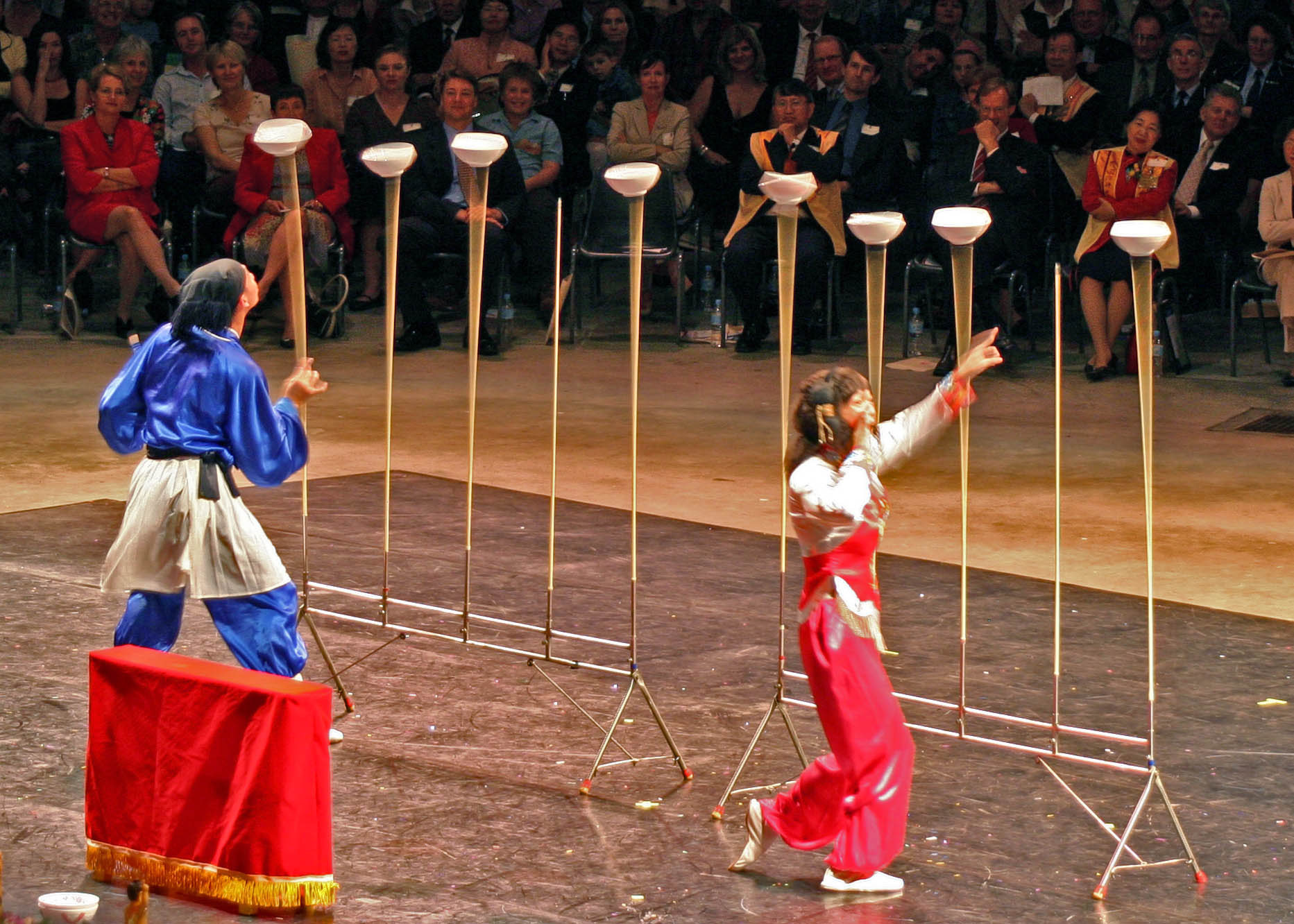
Assiette tournante.

L’assiette tournante, ou assiette chinoise, est un art dans le cirque chinois où une personne fait tourner des assiettes, des bols et d’autres objets plats sur des perches, sans les faire tomber. L’assiette tournante s’appuie sur l’effet gyroscopique, de la même manière qu’une toupie reste debout quand on la fait tourner. Les assiettes tournantes sont parfois truquées, pour aider à garder plus facilement les assiettes sur les extrémités des perches.

## Description
Beaucoup de troupes d’acrobaties chinoises disposent d’un numéro d’assiette tournante, généralement en combinaison avec la contorsion ou les compétences acrobatiques. Les acrobates font généralement des numéros en portant plusieurs assiettes tournantes dans chaque main tenant des bâtons.
Les artistes occidentaux d’assiette tournante présentent généralement des numéros de comédie et disposent d’un interprète avec un assistant, tournant plusieurs assiettes sur des bâtons maintenus verticalement.
D’autres formes de manipulation de l’assiette comprennent la valse des assiettes, où un ensemble de plusieurs assiettes sont tournées sur leurs bords au dessus d’une table, et la jonglerie d’assiettes, où les assiettes sont manipulées et jetées par les interprètes. Certains artistes ont combiné plusieurs de ces éléments dans des numéros ayant pour thème le restaurant ou la cuisine.
Le record du monde pour le numéro avec plusieurs assiettes tournantes est détenu par David Spathaky, assisté de Debbie Woolley, qui a fait tourner 108 assiettes simultanément à Bangkok, en Thaïlande, à la télévision en 1996. Il avait précédemment occupé et battu son propre record quatre fois depuis 1986.